# Rue de Saverne (Nancy)
Pour les articles homonymes, voir Rue de Saverne.
La rue de Saverne est une voie de la commune de Nancy, dans le département de Meurthe-et-Moselle, en région Lorraine (Grand Est).

## Situation et accès
Située dans le quartier de Saint Pierre - René II - Bonsecours, la voie est au sud est du ban communal de Nancy. Elle relie la rue de Vic et le boulevard Lobau.

## Origine du nom
Son nom a pour origine la ville alsacienne de Saverne, en Alsace dans le Bas-Rhin. 

## Bâtiments remarquables et lieux de mémoire
- no 6 : maison
- no 8 : maison
- no 15 : maison

maisons remarquables, rue de Saverne
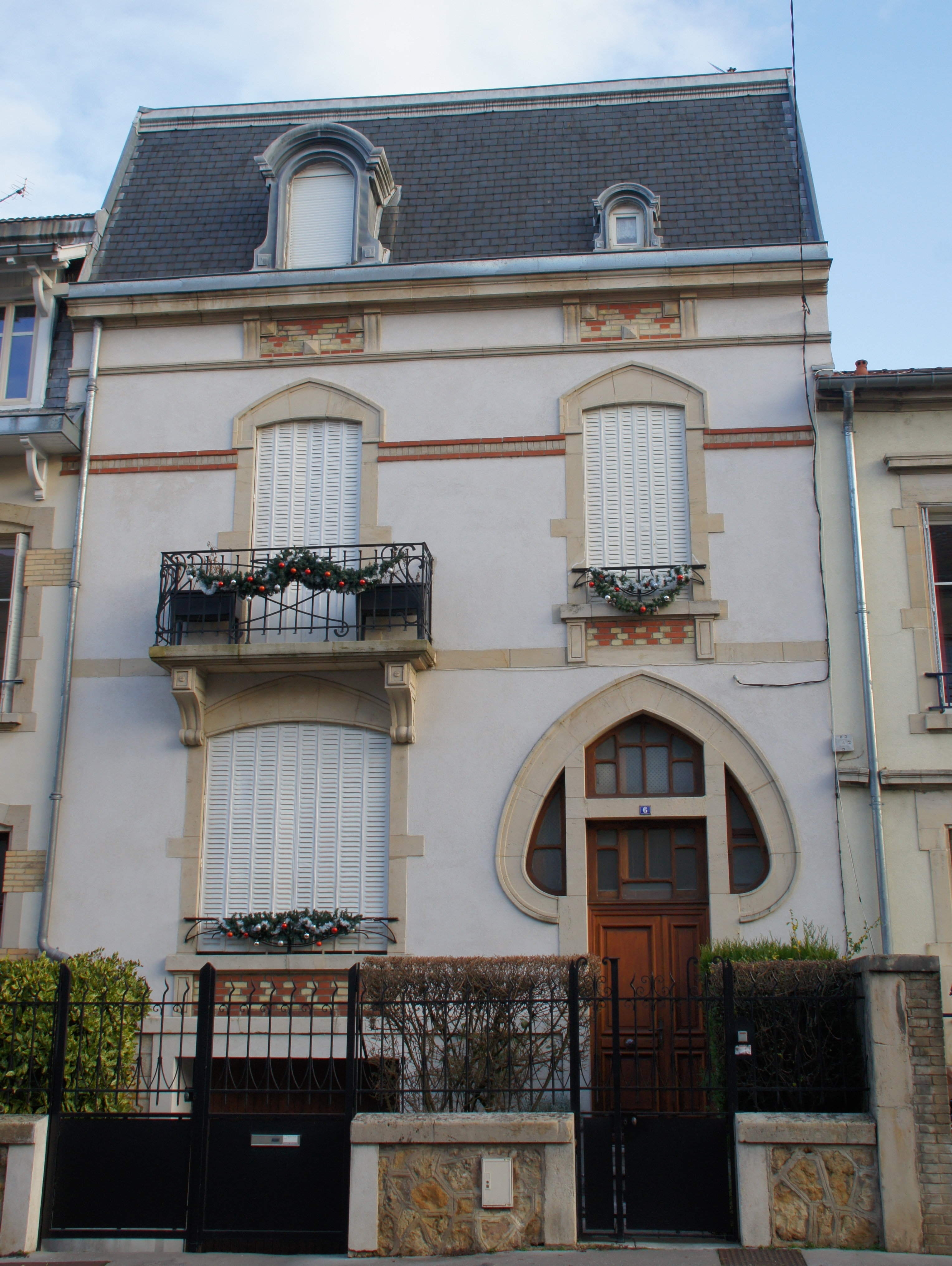
no 6, maison
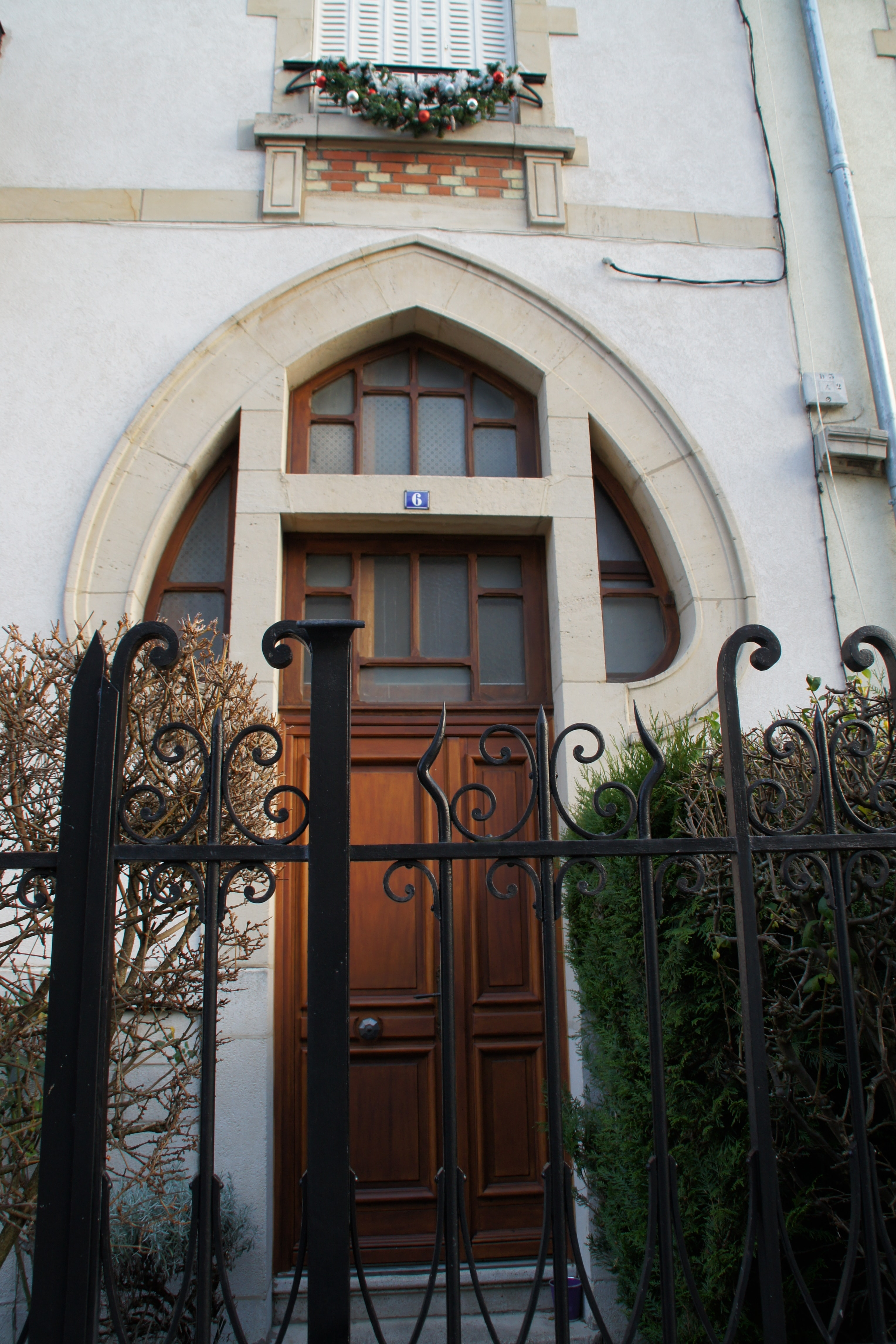
no 6, détail porte d'entrée
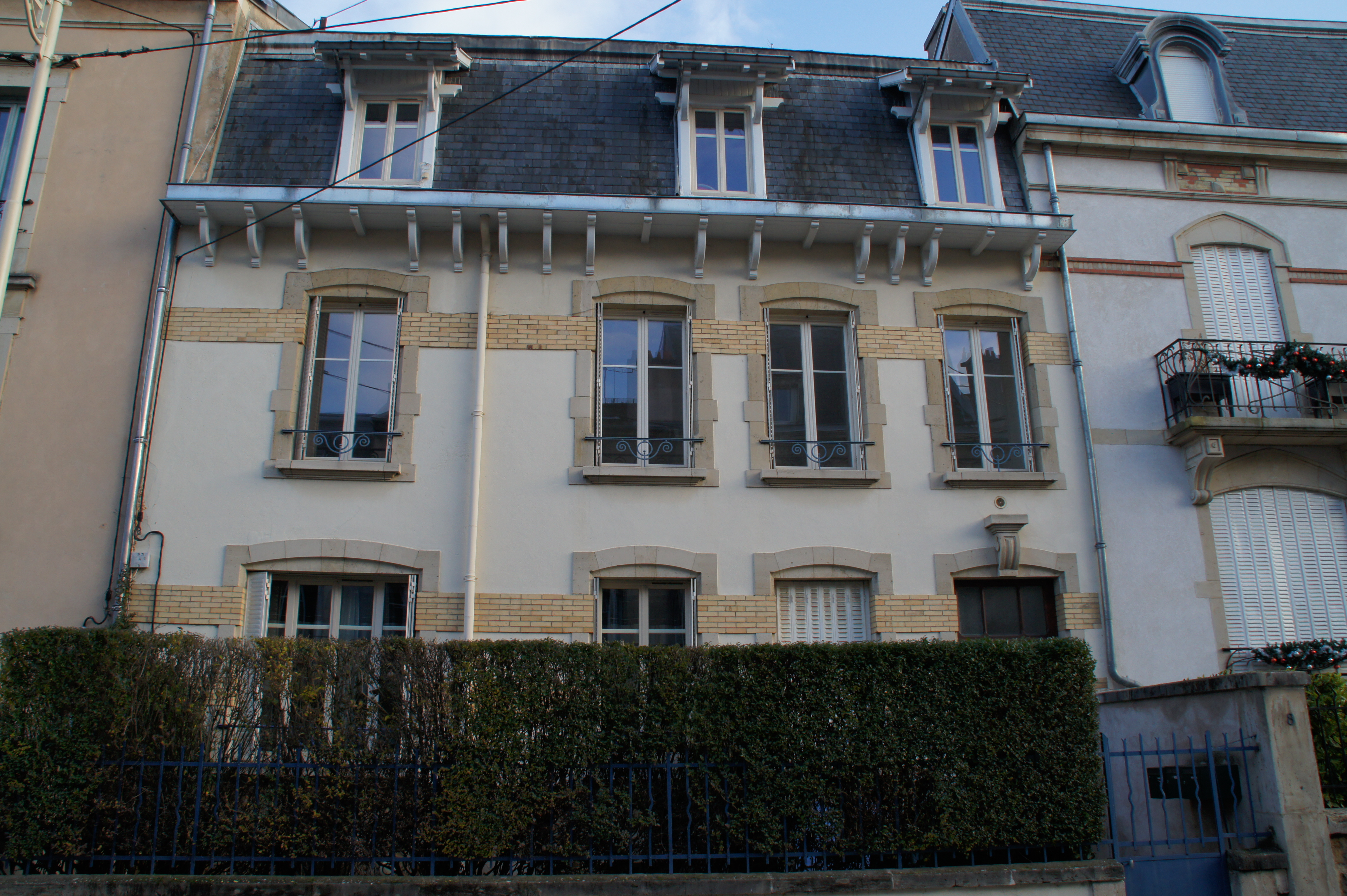
no 8, maison
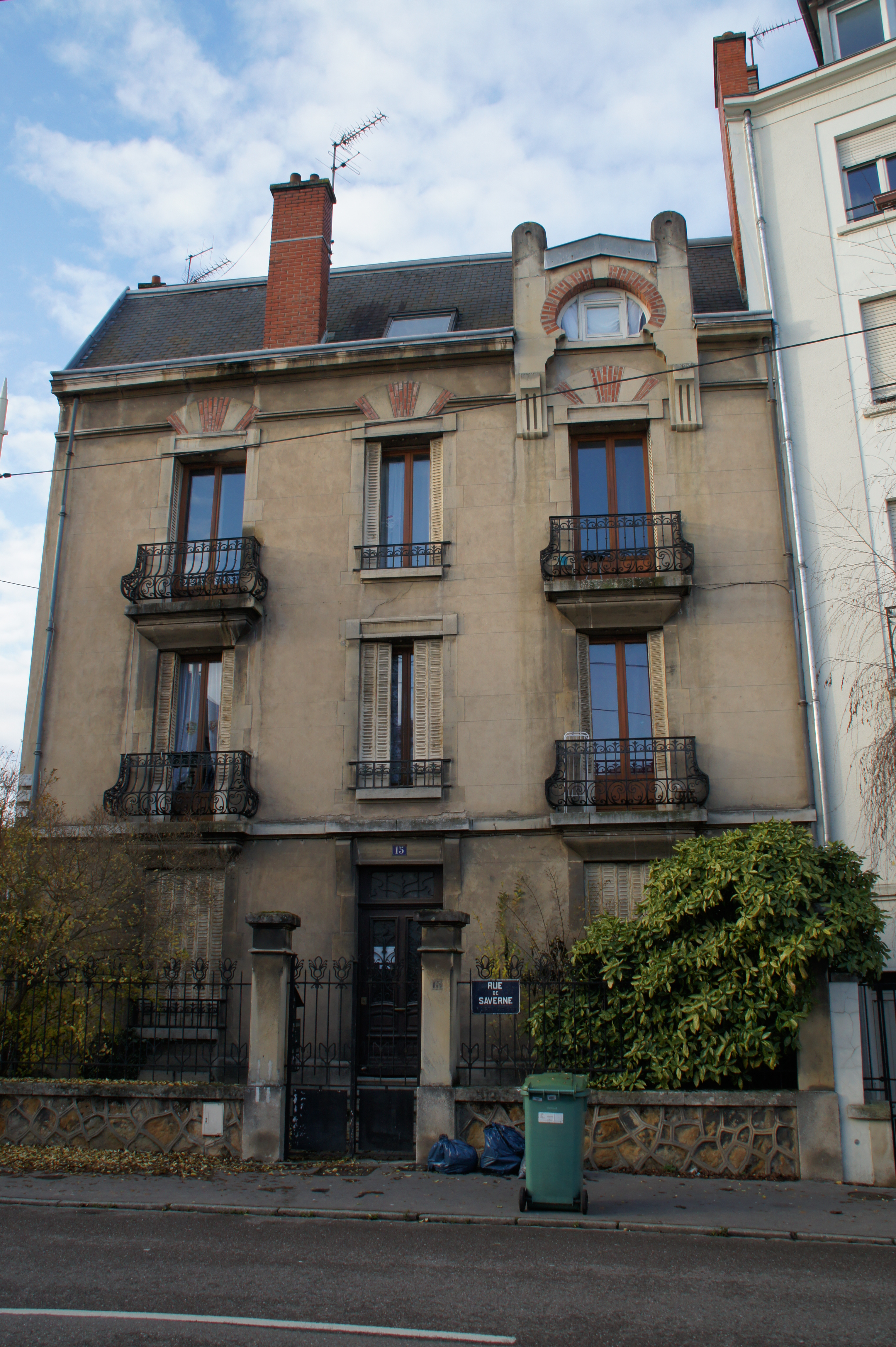
no 15, maison
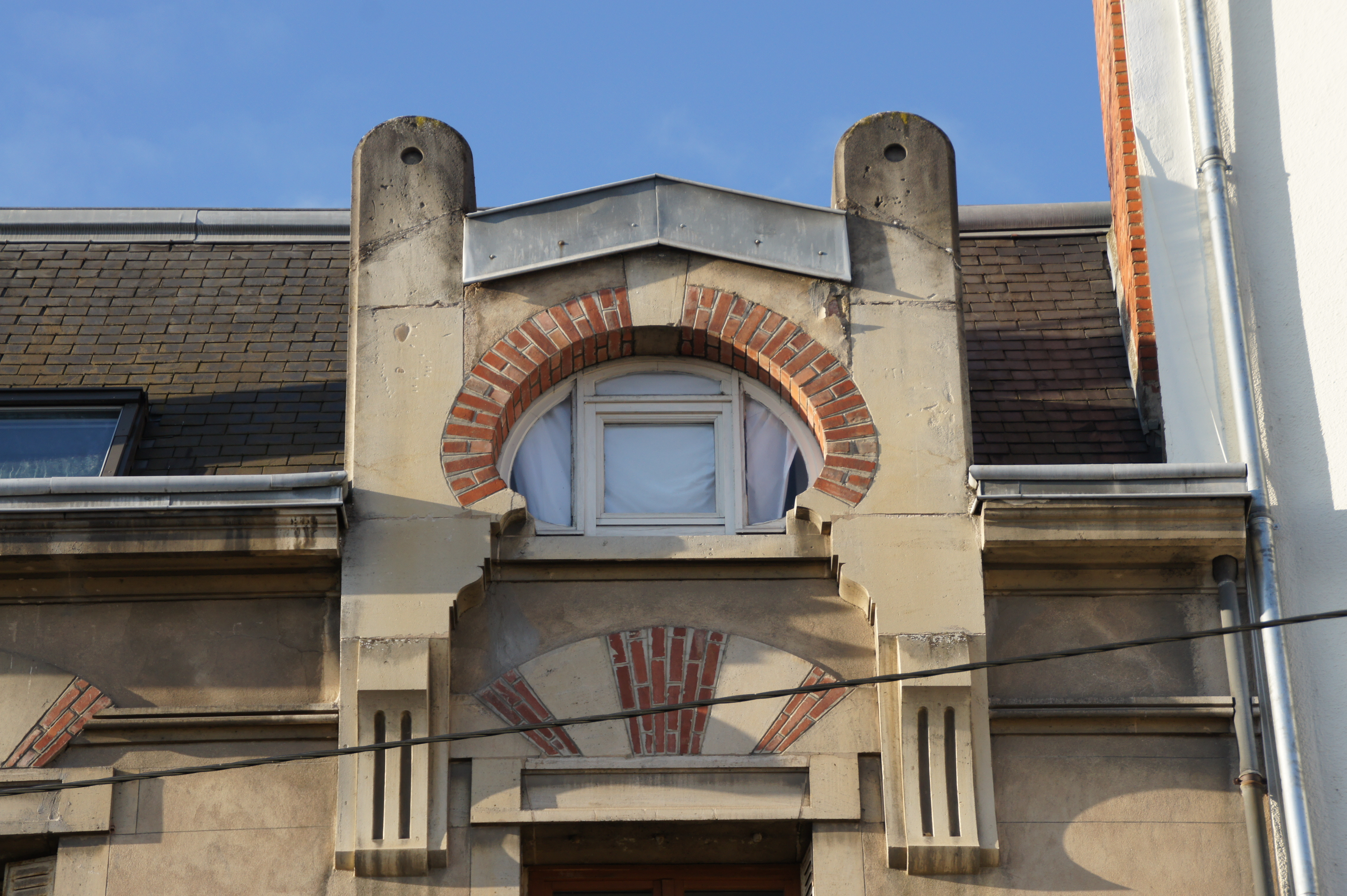
no 15, détail fenêtre